# Muji
Ryohin Keikaku Co., Ltd. (株式会社良品計画?, Kabushiki-gaisha Ryohin Keikaku) meglio nota come Muji (無印良品?, Mujirushi Ryōhin, lett. Prodotti di qualità senza marchio) è un'azienda multinazionale di arredamento e abbigliamento fondata nel 1980.
Produce capi di abbigliamento, complementi di arredo e accessori da viaggio, ed è nota per il suo stile essenziale e privo di loghi e simboli. Investe inoltre nel riciclo dei materiali e nel mancato utilizzo di imballaggi e packaging.

## Storia
Mujirushi Ryōhin era inizialmente una linea di prodotti lanciata nel dicembre 1980 dalla catena giapponese di supermercati The Seiyu. La linea si proponeva di offrire buoni prodotti a basso prezzo. I prodotti venivano imballati nel cellophane con applicate semplici etichette di carta.
Il primo negozio Mujirushi Ryōhin indipendente dalla catena The Seiyu viene aperto nel 1983. Due anni più tardi partono le prime forniture a livello mondiale, e nel 1987 vengono aperti stabilimenti di produzione esteri.
Nel 1989 la Ryohin Keikaku Ltd. diviene il produttore e rivenditore dell'intero catalogo di prodotti della Mujirushi Ryōhin, con commesse che vanno dalla progettazione allo sviluppo, dalla produzione alla distribuzione fino alla vendita.
Nel 1991 la Mujirushi Ryōhin apre il primo negozio oltreoceano a Londra.

## Produzione e distribuzione
La produzione di Muji iniziò con 40 articoli in totale, che spaziavano da capi di abbigliamento per uomo e donna, articoli da cancelleria, prodotti alimentari e articoli da cucina. Attualmente il catalogo comprende più di 7000 prodotti diversificati nelle linee Cafè Muji, Meal Muji, Muji Campsite e una linea di complementi d'arredo. Recentemente l'azienda sta muovendo i primi passi anche nell'edilizia.
Tra gli obiettivi dell'azienda, c'è quello di limitare la produzione in base all'effettiva richiesta, evitando sprechi e costi.
A dicembre 2010, Muji è presente nel mondo con 312 negozi e 102 outlet, tra cui Cina (160), Taiwan (38), Hong Kong (15), Corea del Sud (14), Thailandia (13), Inghilterra (12), Stati Uniti (11), Italia (9), Singapore (9), Francia (9), Svezia (8), Germania (8), Filippine (7), Spagna (6), Malaysia (5), Australia (3), Emirati arabi (3), Indonesia (3), Kuwait (2), Norvegia (2), Canada (2), Turchia (2), Polonia (1), Portogallo (1) e Irlanda (1).
In totale, la Ryohin Keikaku ha 285 negozi in Giappone, con circa 3400 impiegati.

## Design e politica del "no-brand"
Il design che caratterizza l'idea di base dell'azienda è sostanzialmente funzionale, ridotto al minimo utile, totalmente privo di decorazioni e con limitata varietà di colori. I prodotti, inoltre, vengono esposti su scaffali, senza imballaggio e con una semplice etichetta che mostra i dati utili e il prezzo.
Muji è nota per l'assenza di loghi e simboli sui suoi prodotti, e per la quasi inesistenza di marketing. Il suo successo è basato sul passaparola, sulla filosofia della semplicità e sul movimento "no-brand", che accomuna quella fascia di clientela che cerca, per ragioni estetiche e concettuali, oggetti e capi d'abbigliamento non marchiati.
L'idea che sta alla base della politica aziendale di Muji segue la Filosofia giapponese del "Kanketsu", ovvero il concetto di semplicità, che mira a «portare un senso di calma nella vita caotica dei giorni nostri». In un'intervista, il presidente di Muji USA, Hiroyoshi Azami, descrive come la missione dell'azienda sia quella di offrire prodotti semplici e necessari.
La produzione dei prototipi viene eseguita con modelli reali in carta, invece che simulata al computer. Ciò scoraggia lo sviluppo di inutili dettagli e complicazioni, che farebbero lievitare i costi e i problemi durante la produzione, che invece è pensata in maniera da minimizzare i passaggi e massimizzare la resa.